# Streblocera liboensis
Streblocera liboensis är en stekelart som beskrevs av Chen och He 2002. Streblocera liboensis ingår i släktet Streblocera och familjen bracksteklar. Inga underarter finns listade i Catalogue of Life.